# Rozadiella
Rozadiella (en asturiano y oficialmente: Rozadieḷḷa) es una aldea que pertenece a la parroquia de Parroquia de Arganza en el concejo de Tineo (Principado de Asturias). Se encuentra a 332 m s. n. m. y está situada a 19,80 km de la capital del concejo, la villa de Tineo. 

## Población
En 2020 contaba con una población de 1 habitantes (INE, 2020) en un total de 1 vivienda (INE, 2010).